# X-klasse

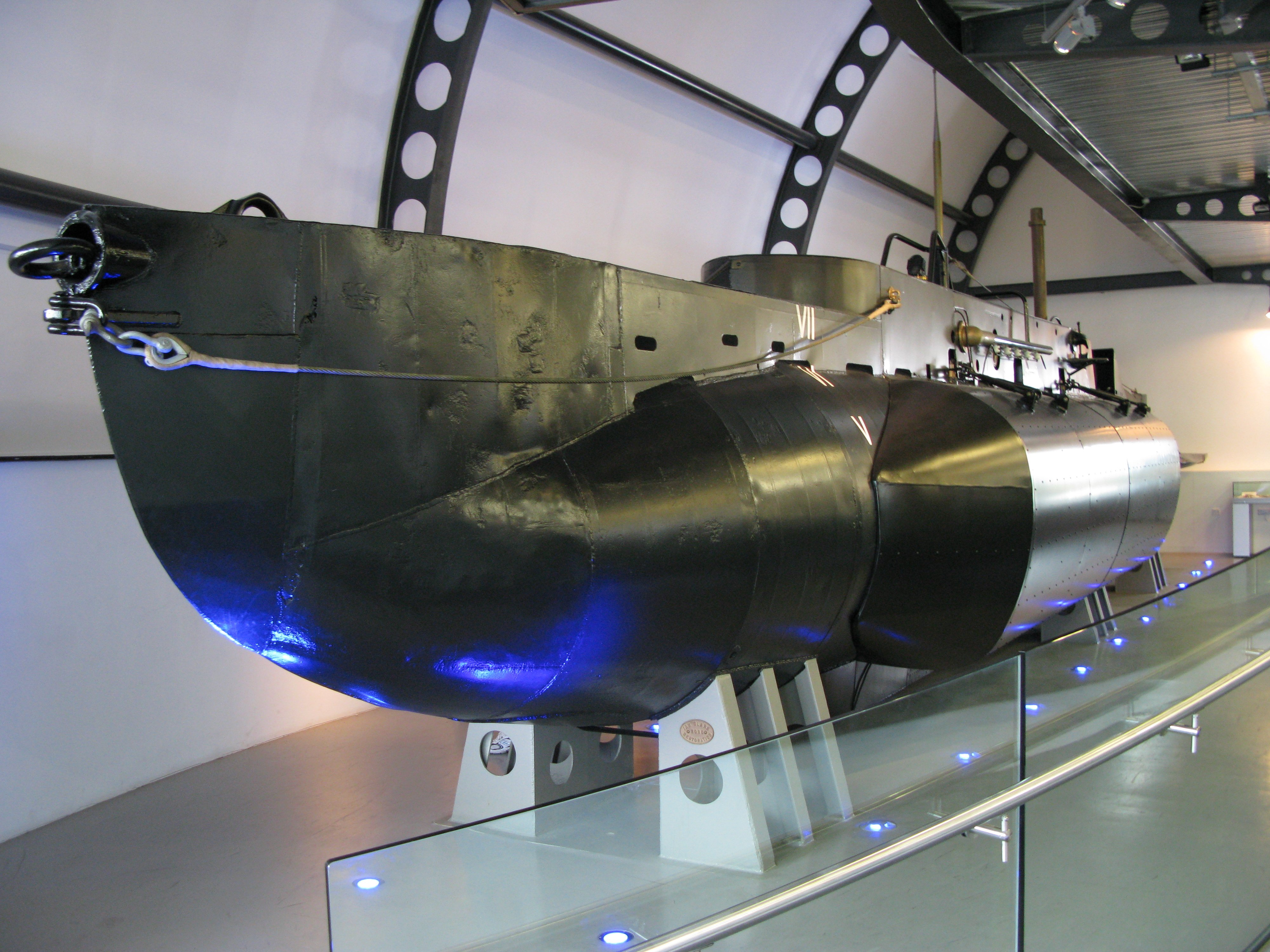
De enige bewaarde X24 in het Royal Navy Submarine Museum

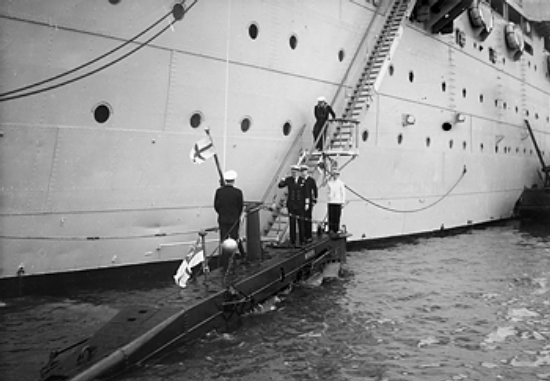
X-craft in de haven van Portsmouth

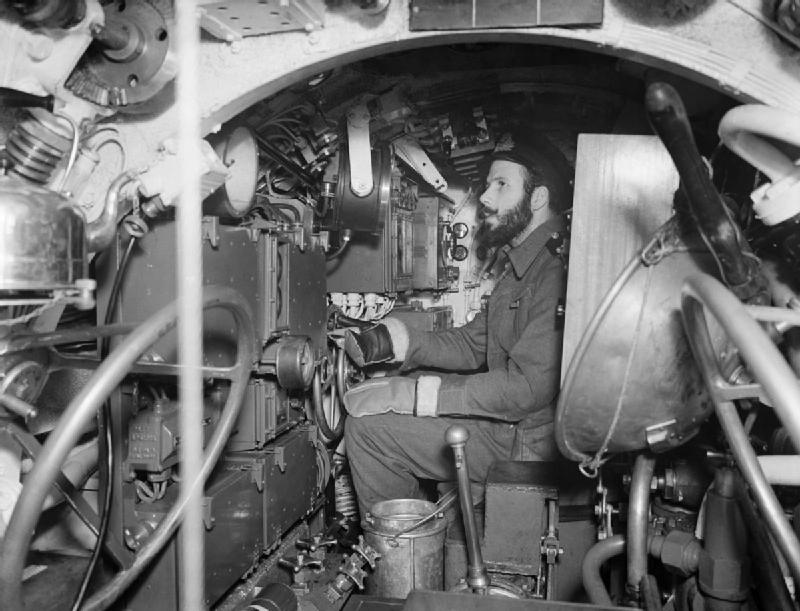
Machinekamer van de X-craft

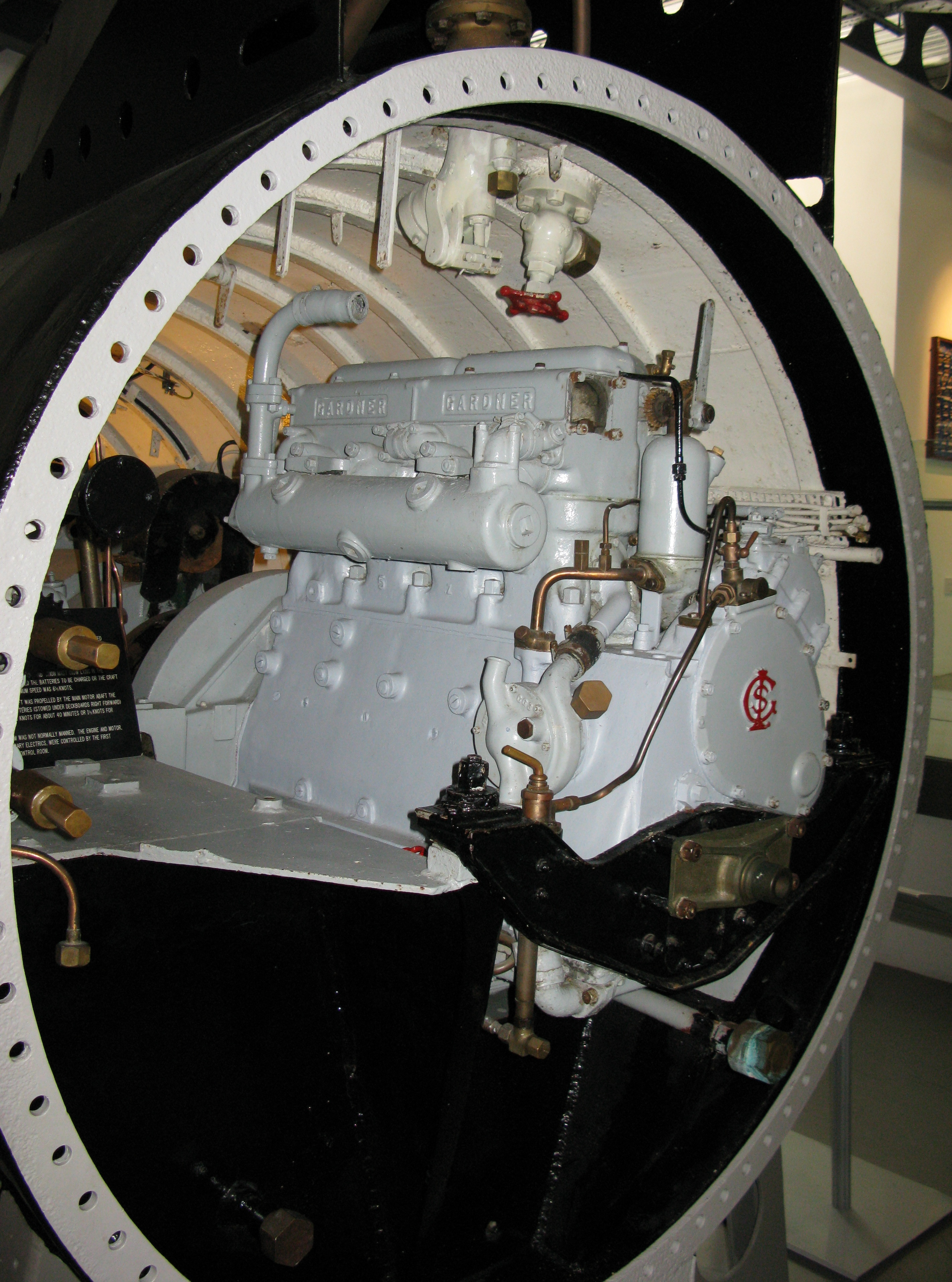
Gardner dieselmotor

De X-klasse (Engels: X class of X-craft) was de aanduiding van een klasse mini-onderzeeboten van de Britse marine. Het 12e flottielje had zijn thuisbasis in Loch Cairnbawn in het noordwesten van Schotland.

## Beschrijving
De X-klasse-onderzeeërs werden gebouwd in 1943 en 1944 en waren bestemd voor het uitvoeren van sabotage tegen vijandelijke doelen. De naamgeving hing samen met de bij de Royal Navy gebruikelijke lettervolgorde van onderzeeërklassen. Na de bouw van twee prototypes volgden twaalf exemplaren van het type X5 (met een lengte van 15,72 meter en een waterverplaatsing van circa 30 ton) en 18 exemplaren van het licht afwijkende type XE (met een lengte van 16,15 meter en een waterverplaatsing van circa 34 ton).
De X-klasse was uitgerust met een Gardner 4LK viercilinder dieselmotor met een vermogen van 42 pk bij 1800 omwentelingen per minuut (tpm). Verder was er een Keith Blackman elektromotor van 30 pk bij 1650 tpm. De snelheid boven water was 6,5 knopen (circa 12,0 km/h) en onder water lag die iets lager.
De boten hadden twee respectievelijk drie bemanningsleden en konden tevens plaats bieden aan twee duikers. De bewapening bestond uit twee explosieve ladingen die aan weerszijden van de romp werden meegevoerd. Die moesten onder het doel gelegd worden, waarna ze met een tijdontsteking tot ontploffing werden gebracht.
De geringe actieradius en zeewaardigheid maakte het noodzakelijk, de X-craft tot in de nabijheid van het aan te vallen doel te slepen.

## Inzet
In september 1943 werden zes X-crafts van het 12e flottielje ingezet bij Operatie Source, een aanval op de Duitse slagschepen Tirpitz en Scharnhorst en de zware kruiser Lutzow in de Kaa Fjord in Noorwegen. De aanval was een succes, aangezien de Tirpitz zwaar werd beschadigd en tot april 1944 buiten gevecht gesteld was. Alle X-crafts gingen echter verloren.
Bij de voorbereiding van de geallieerde landing in Normandië werden twee X-crafts ingezet bij de navigatie voor de geallieerde landingsvloot.
In 1945 werd een aanval uitgevoerd op de Japanse zware kruisers Myoko en Takao te Singapore.
Bemanningen van de X-crafts werd voor de door hen betoonde moed onderscheiden met diverse medailles, waaronder (viermaal) het Victoria Cross.
De X24 is bewaard gebleven en is tentoongesteld in het Royal Navy Submarine Museum in Gosport, Engeland.